# USS Tripoli (LHA-7)
USS Tripoli (LHA-7) je vrtulníková výsadková loď Námořnictva Spojených států amerických, která vstoupila do služby v roce 2020. Jedná se o druhou jednotku třídy America.

## Konstrukce

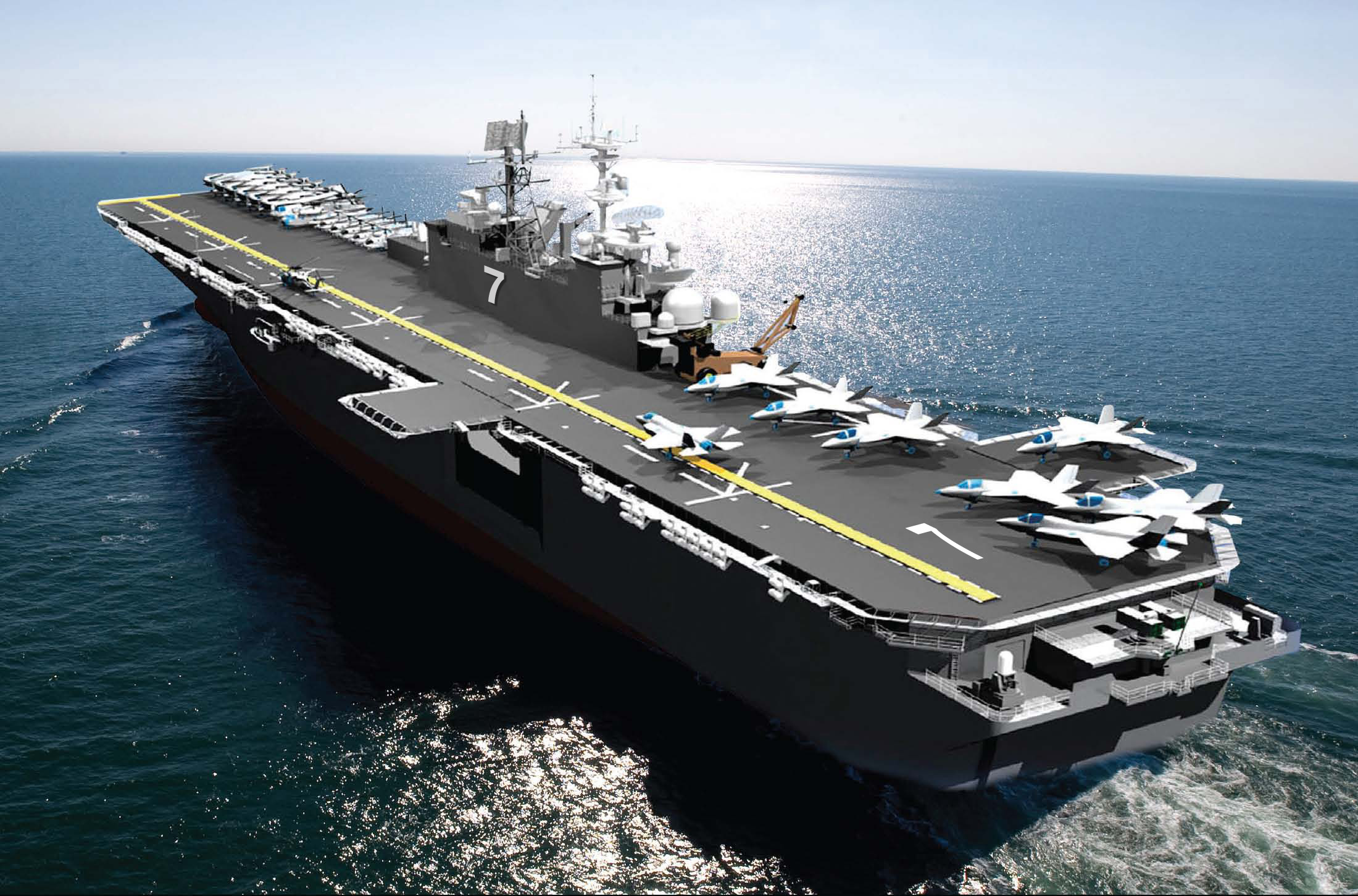
Model lodi

Konstrukce této lodi vychází z vrtulníkové výsadkové lodi USS Makin Island (LHD-8), která je poslední jednotkou třídy Wasp (předchůdce třídy America). Vrtulníkové výsadkové lodě třídy America jsou ale o něco větší než lodě třídy Wasp, což z nich dělá největší vrtulníkové výsadkové lodě na světě. Lodě třídy America nejsou vybaveny dokem pro výsadkové čluny a plavidla, ale zase díky tomu dokážou nést více letounů. Loď může nést pouze ty stíhačky, které mají krátký start a jsou schopny vertikálního přistání (STOVL).

## Výzbroj

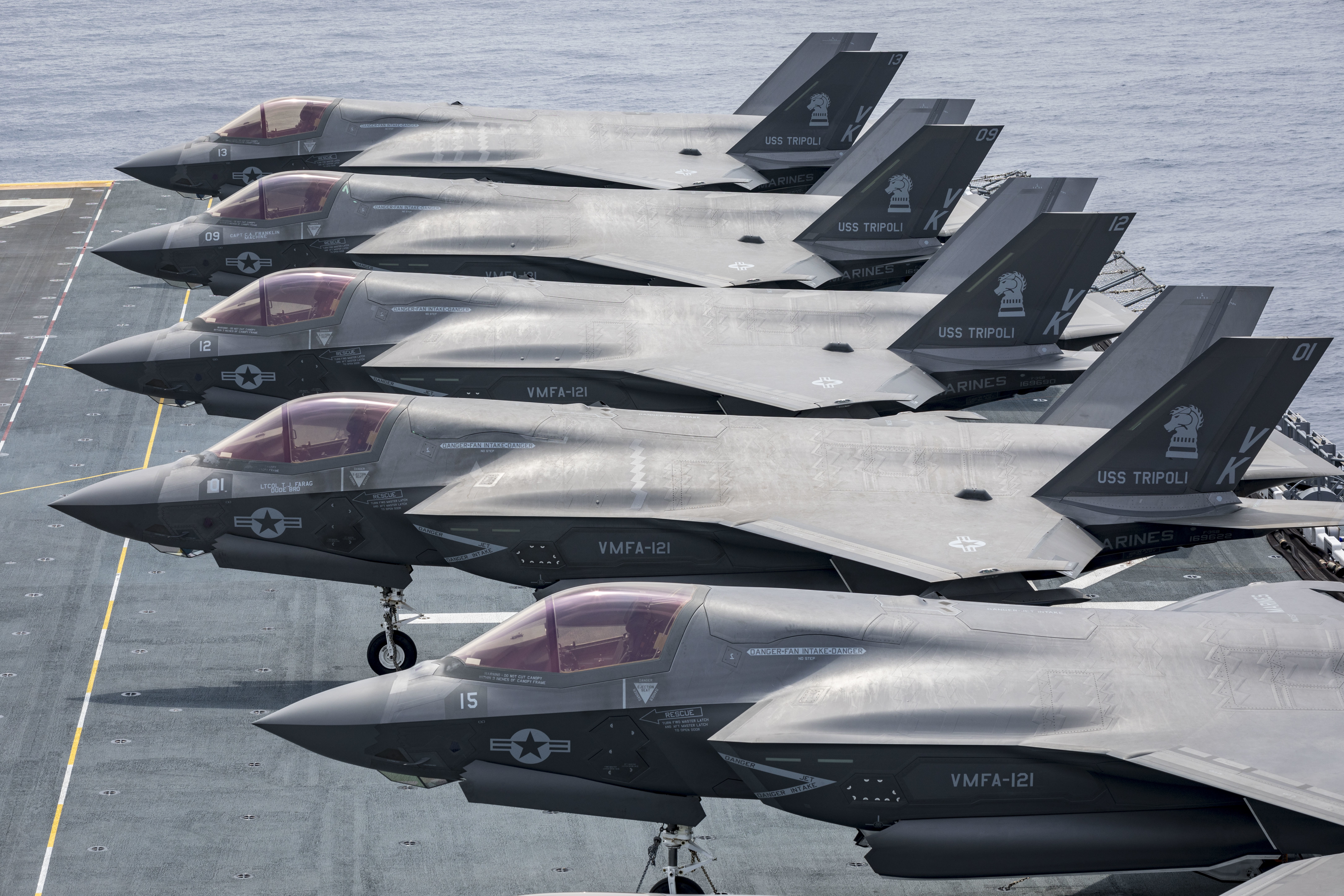
Víceúčelové bojové letouny F-35B Lightning II na letové palubě USS Tripoli

Tripoli je vybavena dvěma osminásobnými odpalovacími zařízeními Mk 29 pro protiletadlové řízené střely moře-vzduch RIM-162D ESSM, dvěma raketovými systémy blízké obrany RIM-116 RAM, dvěma 20mm kanónovými systémy blízké obrany Phalanx a sedmi 12,7mm dvojitými kulomety M2 Browning.